# Mount Sterling (Wisconsin)
Mount Sterling è un villaggio degli Stati Uniti d'America, situato in Wisconsin, nella contea di Crawford.